# إيرني شاف
إيرني شاف (بالإنجليزية: Ernie Schaaf)‏ مواليد 27 سبتمبر 1908 في إليزابيث - الوفاة 14 فبراير 1933 في نيويورك، كان ملاكم محترف أمريكي صنّف ضمن فئة الوزن الثقيل.

## إحصائيات
خاض خلال مسيرته 75 نزالا، فاز في 58 وتعادل في 2 وخسر في 14. فاز بالضربة القاضية في 23 نزالا.

## روابط خارجية
- إيرني شاف على موقع بوكس ريك (الإنجليزية) (registration required)